# Kniepass (Saalach)
Der Kniepass liegt im Gebiet der Gemeinde Unken im Bundesland Salzburg von Österreich. Der Kniepass ist ein Talpass in 558 m Höhe über dem Meeresspiegel.
Über den Pass führt eine wichtige Verbindungsstraße, die Loferer Straße (B 178), die Lofer und Unken verbindet. Oberhalb des Passes befindet sich eine historisch interessante Wehranlage, die Festung Kniepass.

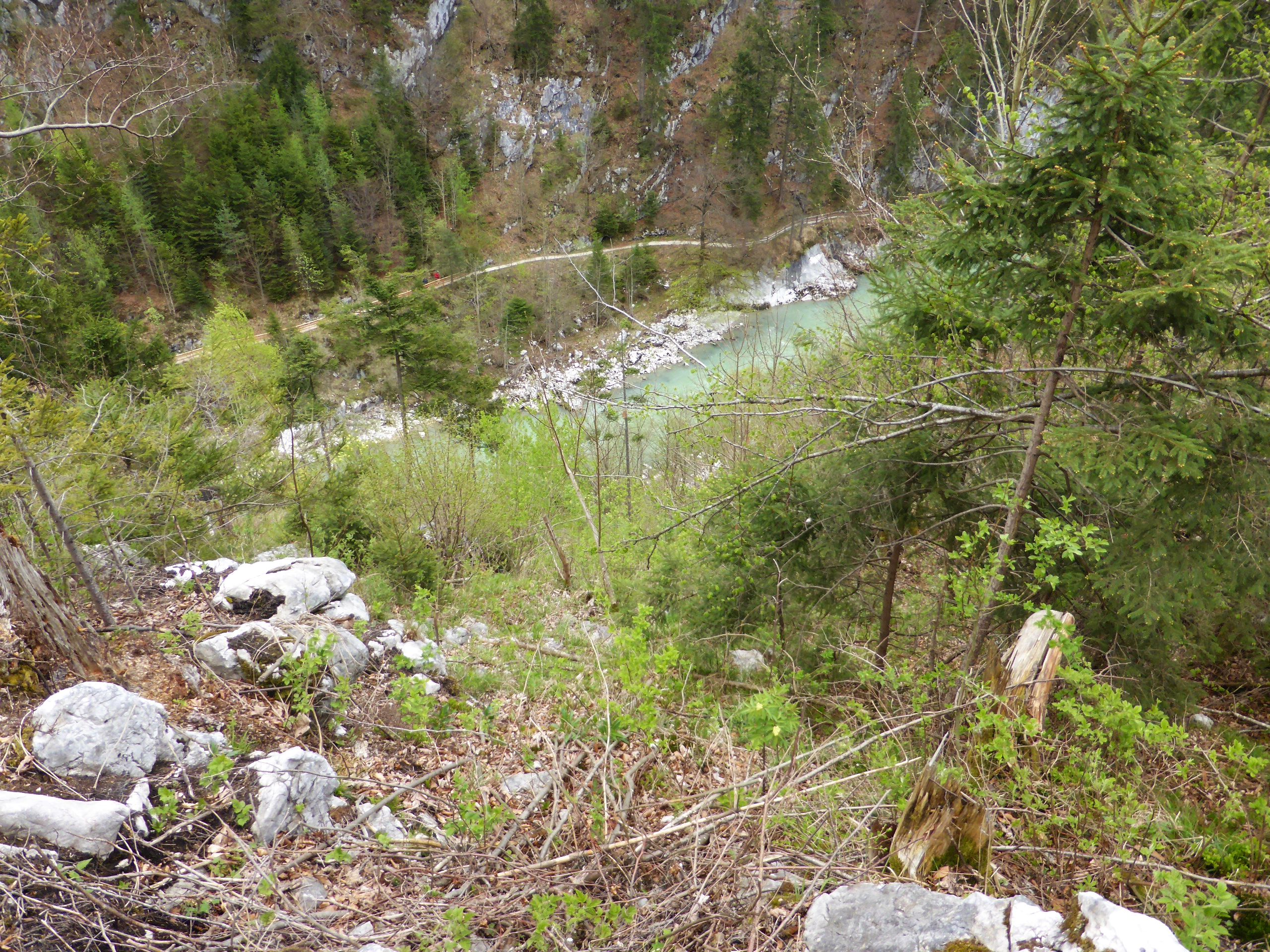
Kniepass mit Saalachtal
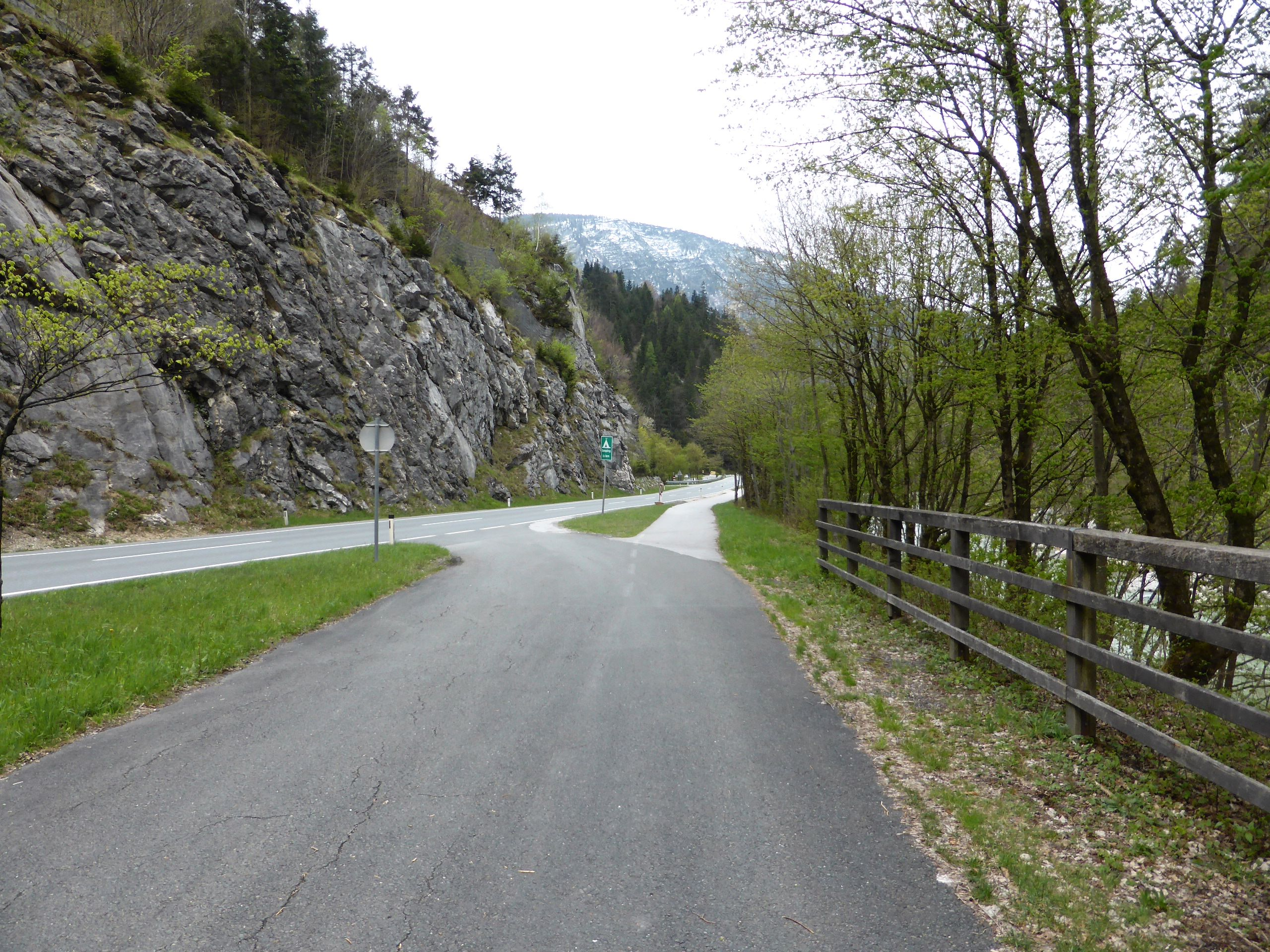
Kniepass aus Richtung Lofer